# Frankfurter Allgemeine Zeitung
«Фра́нкфуртер а́льгемайне ца́йтунг»  (нем. Frankfurter Allgemeine Zeitung, FAZ — «Франкфуртская всеобщая газета»), также «Франкфуртер альгемайне» — одна из ведущих межрегиональных газет Германии. Её ежедневный тираж составляет 363 465 экземпляров. «Франкфуртер альгемайне» — самая распространенная из немецких газет за пределами ФРГ.
«Франкфуртер альгемайне цайтунг» — немецкая либерально-консервативная межрегиональная газета. Её воскресный выпуск называется «Франкфуртер альгемайне зонтагсцайтунг» (нем. Frankfurter Allgemeine Sonntagszeitung). Основным акционером «Франкфуртер альгемайне», которая по своей структуре является акционерным обществом закрытого типа, является основанный в апреле 1959 года независимый фонд FAZIT (FAZIT-Stiftung gemeinnützige Verlagsgesellschaft mbH), и сама газета не зависит от какой-либо партии или политической организации. Её редакционная политика не зависит от одного человека (главного редактора), как это бывает в большинстве изданий, а определяется группой из четырех ответственных редакторов (в 2014 году: Вернер Д’Инка (нем. Werner D’Inka), Бертольд Колер (нем. Berthold Kohler), Гюнтер Нонненмахер (нем. Günther Nonnenmacher) и Хольгер Штельцнер (нем. Holger Steltzner)).
Газета обладает одной из самых мощных для немецкой прессы корреспондентских сетей в разных странах мира. Кроме того, география распространения «Франкфуртер альгемайне» является самой широкой на рынке немецких газет — издание ежедневно распространяется в 148 странах мира.
Первый номер газеты вышел в свет 1 ноября 1949 года. Издание основал профессор экономики Майнцского университета Эрих Вельтер (нем. Erich Welter), который был последним главным редактором берлинской «Фоссише цайтунг» (нем. Vossische Zeitung) закрытой нацистами в 1934 году, и заместителем главного редактора «Франкфуртер Цайтунг» (нем. Frankfurter Zeitung). «Франкфуртер альгемайне цайтунг» стала преемницей Frankfurter Zeitung (в годы Второй мировой войны единственной немецкой газеты, которая не была полностью подконтрольной министерству пропаганды Геббельса), закрытой в 1943 году по указу Гитлера. На первоначальном этапе большинство журналистского коллектива «Франкфуртер альгемайне» составляли бывшие сотрудники Frankfurter Zeitung и майнцской Allgemeinen Zeitung.
«Франкфуртер альгемайне» была одной из первых немецких газет, открытых не на основании лицензии, полученной от оккупационных властей, а на основании т. н. «общей лицензии» (Generallizenz) — законодательного акта, разрешавшего с 1949 года открытие газеты любому немцу. Именно поэтому «Франкфуртер альгемайне» стало возможно выйти с подзаголовком «Zeitung für Deutschland» («Газета для Германии»). До 1949 года газеты получали лицензии лишь на распространение в определённой оккупационной зоне.
На протяжении более чем 50 лет издание выдерживает жёсткий стандарт в оформлении. Так, газета традиционно не публиковала иллюстраций на первой полосе. За всё время существования «Франкфуртер альгемайне цайтунг» из этого правила исключение было сделано только дважды: 4 октября 1990 года в честь Дня объединения Германии на первой полосе появилась фотография празднующих это событие людей на фоне Рейхстага, а 12 сентября 2001 года были опубликованы изображение Всемирного торгового центра в Нью-Йорке и фотография президента США Джорджа Буша. С начала октября 2007 года газета отказалась от консервативного дизайна и теперь помещает на каждой первой полосе цветную фотографию. Также «Франкфуртер альгемайне» заменила готический шрифт в заголовках статей на первой полосе на обычный шрифт.
По мнению большинства исследователей, характерной особенностью газеты является качественный анализ политических и экономических национальных и международных событий.
Читателями газеты, соответственно её собственным исследованиям, является экономический и политический истэблишмент страны. По данным ежегодника «Медиа-датен», состав читателей газеты (в процентном соотношении) выглядит следующим образом:

— 59 % всего германского истэблишмента,

— 60 % всех менеджеров немецких банков,

— 66 % всех управляющих делами и генеральных директоров,

— 67 % всех занятых в стратегических отраслях планирования народного хозяйства,

— 60 % всех занимающих ключевые посты в области фондовых и валютных рынков, организаций, занимающихся недвижимостью,

— 64 % всех занятых в финансово-банковских отраслях,

— 64 % всех занятых в пенсионных и других социальных фондах, во внутриотраслевых финансово-кредитных областях.
В газете факты чётко отделены от комментариев. «Франкфуртер альгемайне» имеет либеральный уклон. Несмотря на это в газете публикуются также мнения и комментарии специалистов, придерживающихся иных политических взглядов. Газета является независимой и не поддерживает ни одну из политических партий Германии.
«Франкфуртер альгемайне» имеет корреспондентов во многих крупных городах мира, таких как Брюссель, Рим, Вашингтон, Вена, Цюрих, а также в мировых метрополиях (Париж, Лондон, Нью-Йорк).
Особое внимание уделяется публикации писем читателей.

## Известные сотрудники
- Максим Биллер
- Карл Хельфрих